# František Bohumír Zvěřina
František Bohumír Zvěřina (4. února 1835 Hrotovice – 27. prosince 1908 Vídeň) byl český malíř.

## Život
František Bohumír Zvěřina se narodil 4. února 1835 v Hrotovicích v rodině obročního Františka Zvěřiny a jeho ženy Františky, rozené Kriehuberové, jako desátý z jejich dvanácti dětí. Vztah k umění a kreslířské schopnosti byly v rodině z obou stran. Všichni sourozenci rádi a dobře kreslili a věnovali se i hudbě, František se chodil učit na housle do sousedních Rouchovan. Dětství prožil v rodných Hrotovicích. V roce 1845 odešel do Znojma na reálku a roku 1849 přešel na vyšší reálku do Prahy. Po ukončení školy nastoupil roku 1852 na malířskou akademii do krajinářské školy Maxe Haushofera. Už po dvou letech studia byly jeho obrazy vystavovány. Roku 1859 byl pro své panslovanské postoje donucen akademii opustit (vystavoval jen obrazy se slovanskými motivy).
Poté přijal místo suplujícího učitele kreslení na vyšší reálce v Kutné Hoře, kde se 15. července 1863 oženil s Jindřiškou Janečkovou. Po dvou letech byl přeložen do Gorice a po pěti letech do Mariboru. 1871 se vrátil do Brna a od roku 1876 žil nepřetržitě až do své smrti ve Vídni, kde vyučoval na nejslavnější rakouské reálce.
Zvěřina zemřel 27. prosince 1908 ve Vídni. Pochován byl na vídeňském ústředním hřbitově.

## Tvorba
Zvěřina byl obvykle zařazován k romantikům. Témata svých kreseb čerpal především ze svého pobytu v Mariboru a Gorici a z cest balkánských a jihoslovanských zemích. Jeho kresby byly vydávány v mnoha ilustrovaných časopisech té doby. Publikoval jak doma, tak v cizině. Za svého života uspořádal řadu výstav v Praze, Brně, Budapešti, Vídni, Krakově a jinde.
Na Moravě maloval zejména v Podyjí, ale mimo ně i kupříkladu v Moravském krasu. Ze Zvěřinova rodného kraje jsou známy jeho obrazy a kresby Kostel v Jaroměřicích, Dub u Jaroměřic, Židovská synagoga v Třebíči. V okolí též prováděl restaurátorské práce na kostelních obrazech.

## Galerie

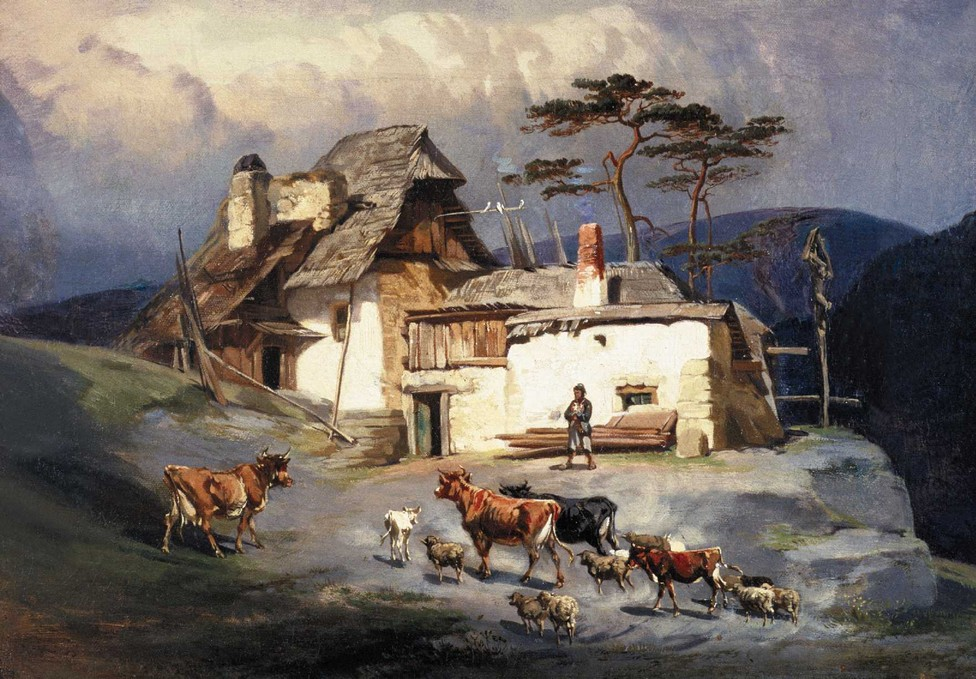
Selská chalupa
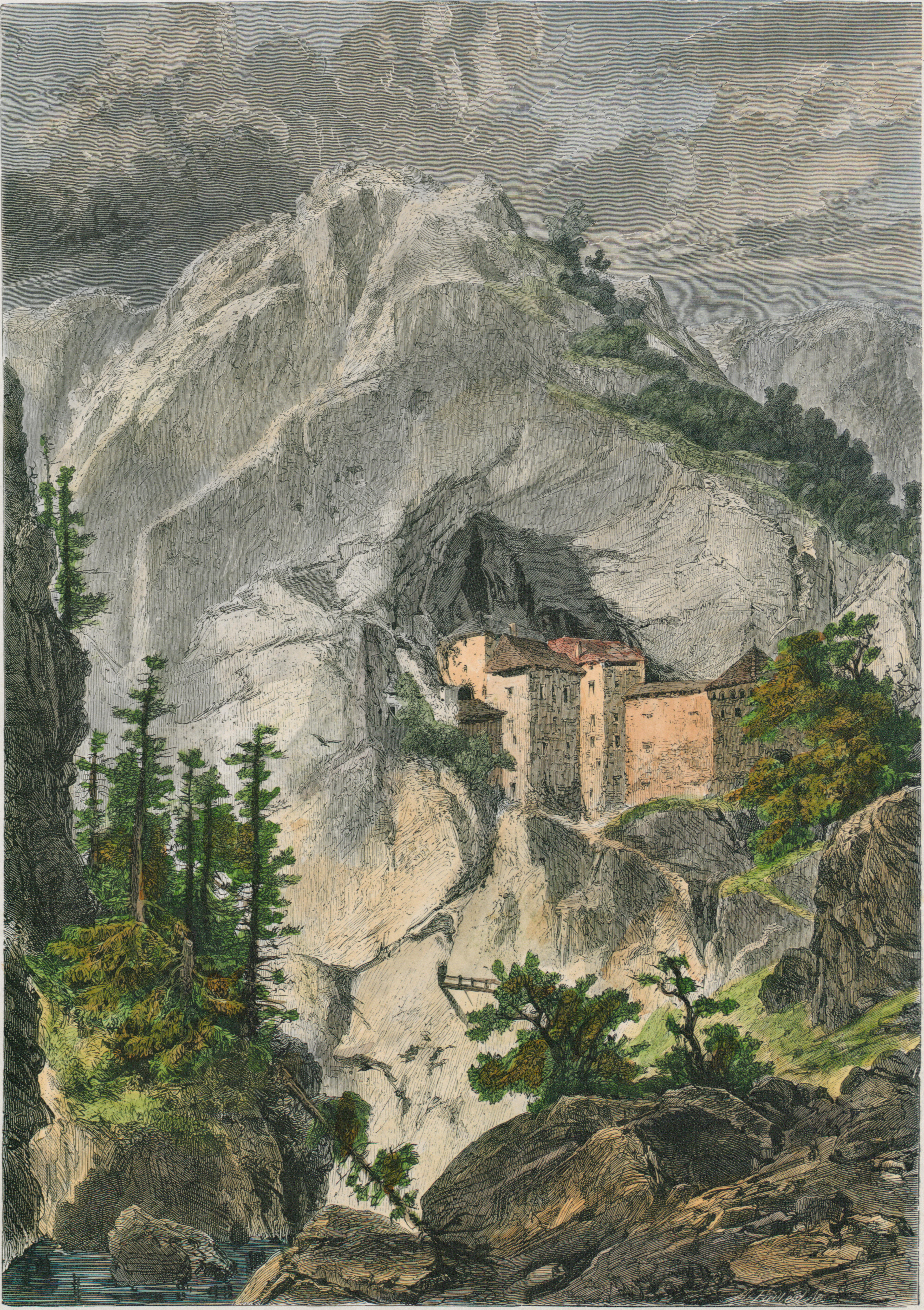
Grad Predjama
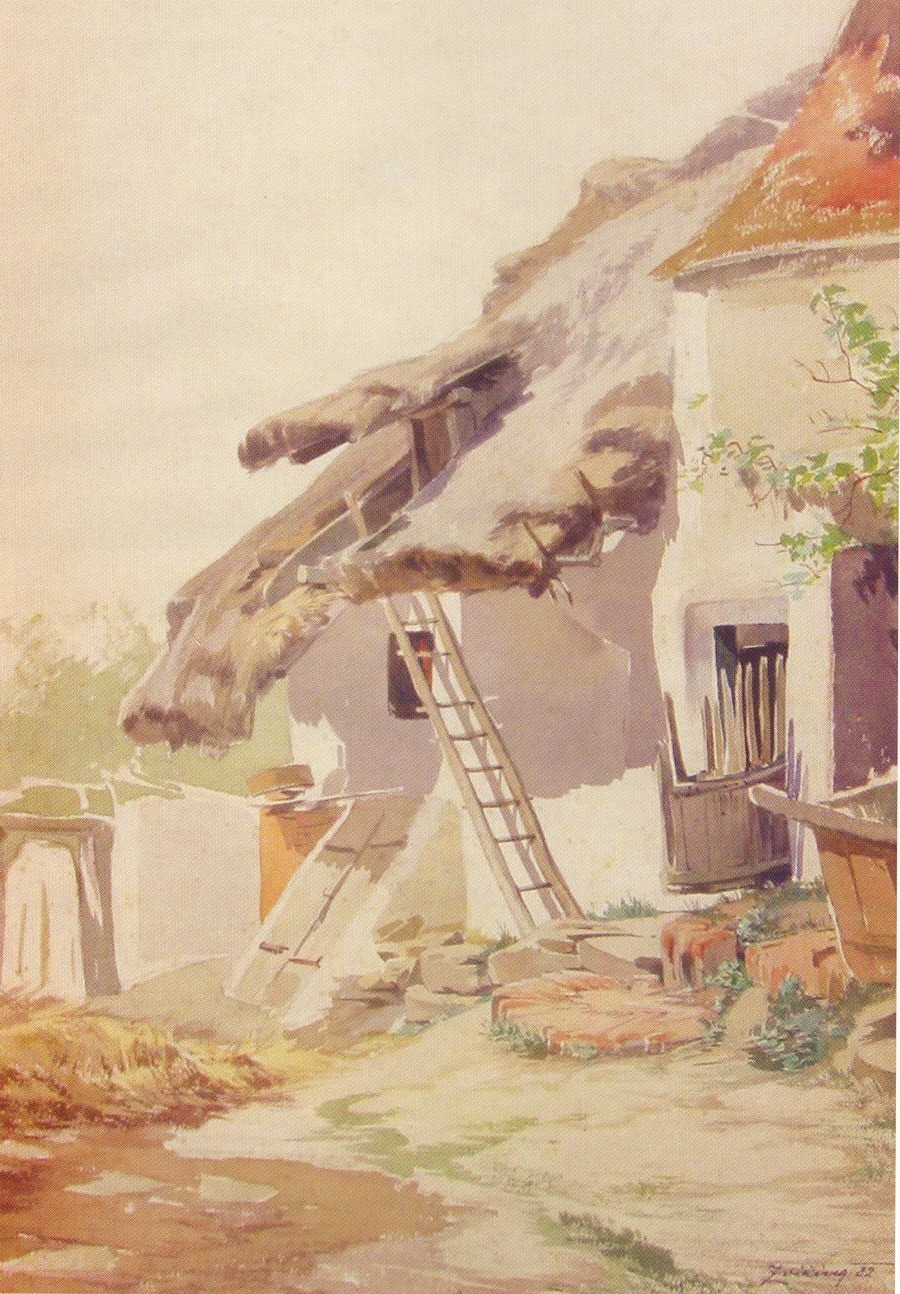
Motiv z Hrotovic
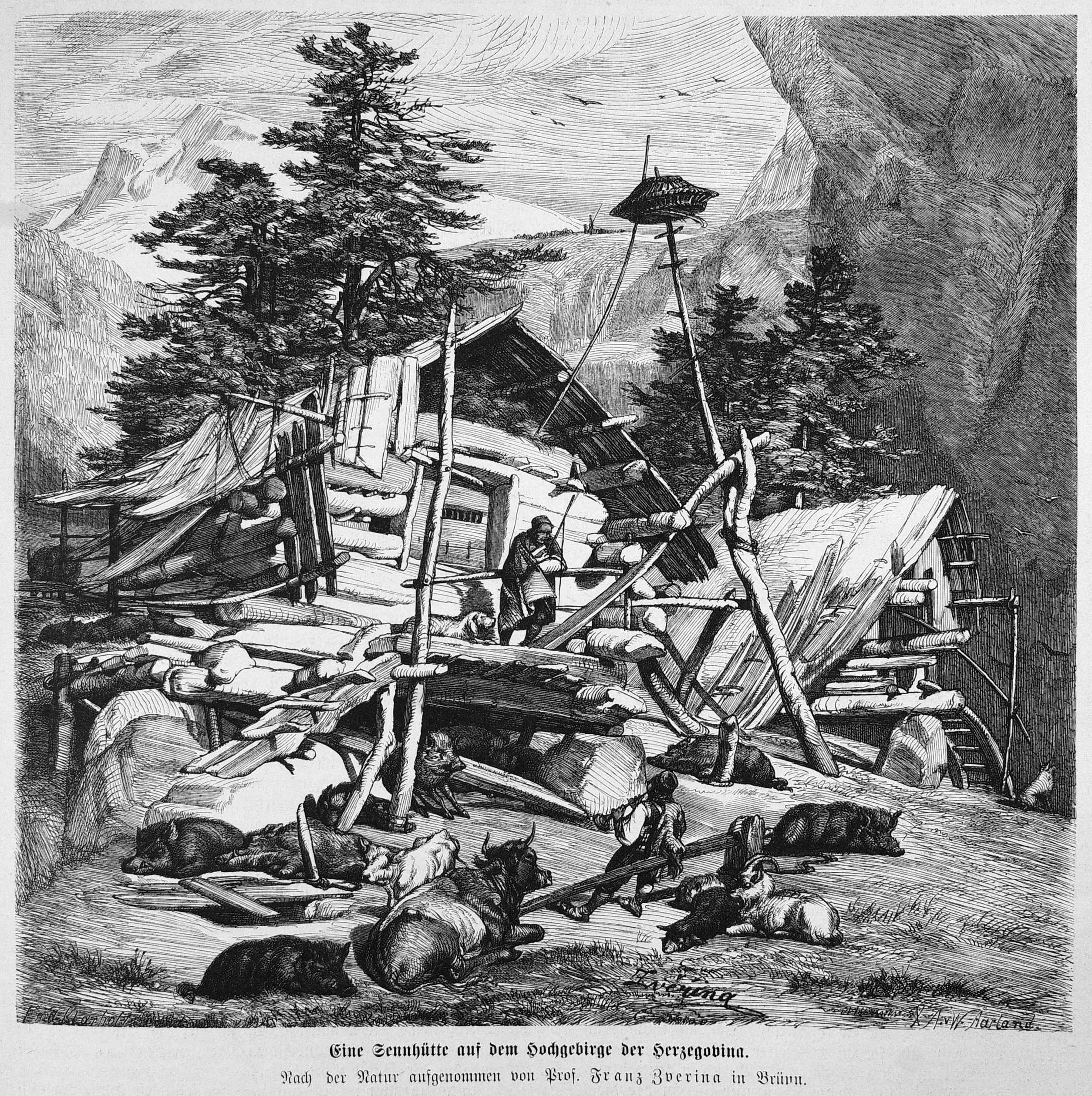
Die Gartenlaube (1874)
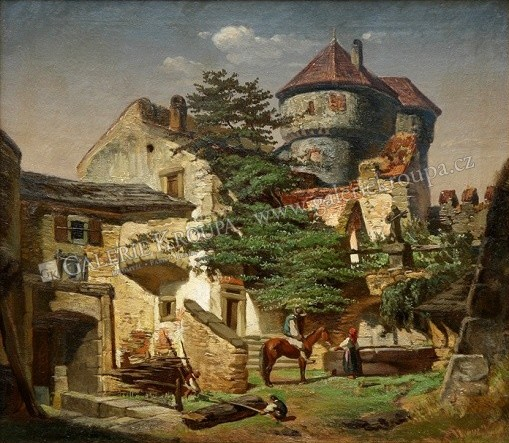
U studně před tvrzí
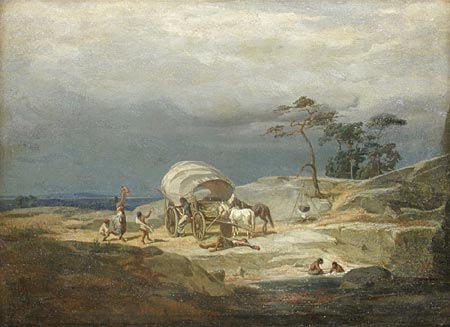
Cikánský tábor
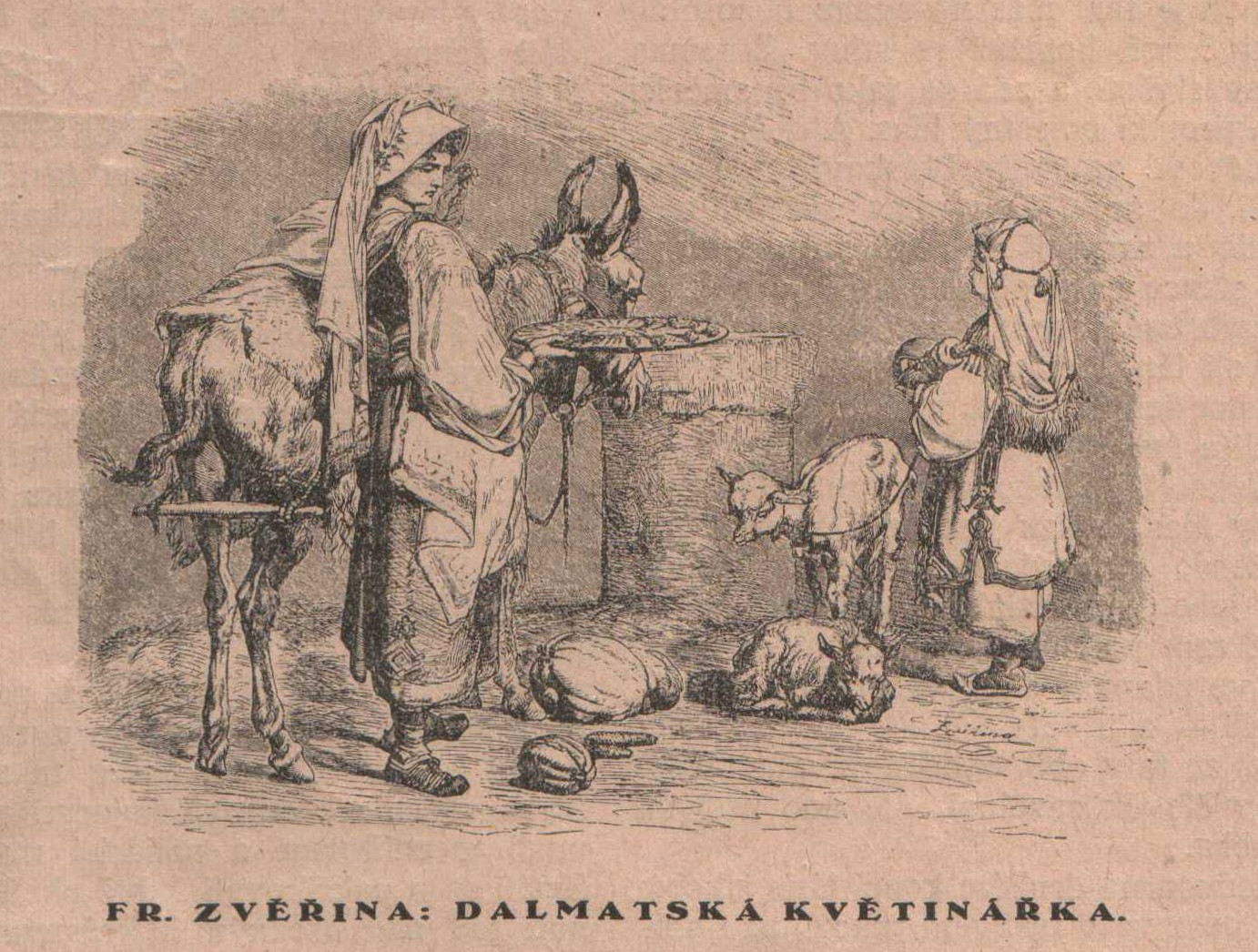
Dalmatská květinářka